# Jack and the Beanstalk (film 1917)
Jack and the Beanstalk è un film muto del 1917 diretto da C.M. Franklin e S.A. Franklin.
La fiaba Jack e la pianta di fagioli era stata adattata già numerose volte nel cinema muto. La versione del 1913 in particolare aveva mostrato che la storia ben si prestava ad un cast di attori bambini. Quando la Fox affidò ai registi C.M. Franklin e S.A. Franklin il progetto di realizzare una serie di film basati su popolari racconti con un cast di attori bambini, la fiaba Jack e la pianta di fagioli apparve immediatamente come la più adatta a dare inizio alla serie. Altri cinque film seguiranno: Aladino e la lampada magica (1917), The Babes in the Woods(1917), L'isola del tesoro (1918), Fan Fan (1918) e Alì Babà e i suoi 40 ladri.
Protagonisti di Jack and the Beanstalk (così come della maggioranza degli altri film) sono Francis Carpenter e Virginia Lee Corbin, affiancati da un gruppo di attori bambini di talento, che qui include Violet Radcliffe, 'Baby' Carmen De Rue, Buddy Messinger e Gertrude Messinger.

## Trama
Due bambini, Francis e Virginia, ascoltano la fiaba di Jack e la pianta di fagioli.
Nel mitico villaggio di Cornovaglia, il giovane Jack vende al mercato la mucca affidatagli dalla madre, ricevendo, in cambio dell'animale, un sacco di fagioli. Arrabbiata con il figlio, la donna scaraventa il sacco fuori dalla finestra. Durante la notte, i fagioli magici crescono a dismisura, arrivando fin sopra le nuvole. Jack, al quale la fata madrina ha detto che avrebbe incontrato la sua fortuna arrampicandosi fino in cima, inizia la scalata in cerca di avventura. Arrivato sopra, Jack giunge in un pianoro dove le persone che vivono sono tenute prigioniere da un gigante. La fata dice a Jack che deve uccidere il gigante se vuole ottenere le sue ricchezze. Dopo essere riuscito a uccidere il gigante, Jack libera il popolo e, nello stesso tempo, anche la principessa Regina, conquistando il suo cuore.

## Produzione
Il film fu prodotto dalla Fox Film Corporation.

## Distribuzione
Il copyright del film, richiesto dalla Fox Film Corp., fu registrato il 30 luglio 1917 con il numero LP11200. Nello stesso giorno, il film, presentato da William Fox, uscì nelle sale cinematografiche statunitensi.